# Konstantinos Arvanitopoulos

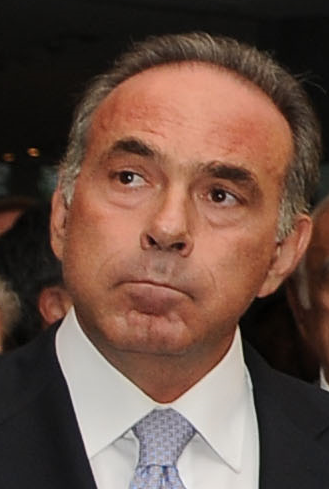
Konstantinos Arvanitopoulos

Konstantinos Arvanitopoulos (griechisch Κωνσταντίνος Αρβανιτόπουλος, * 1960 in Piräus) ist ein griechischer Politikwissenschaftler und Professor für Internationale Beziehungen an der Pantion-Universität Athen. Er war Bildungs- und Kulturminister in der Regierung Andonis Samaras.
Arvanitopoulos studierte Politikwissenschaften an der Pantion-Universität Athen und erwarb einen Master- und Doktorgrad in Internationalen Beziehungen an der American University in Washington, D.C., deren Stipendiat er war. Von 1987 bis 1989 war er Dozent für Internationale Beziehungen und Vergleichende Regierungslehre an der School of International Service an der American University. Von 1990 bis 1992 war er Gastwissenschaftler am Center for European Studies an der Harvard University, anschließend bis 1995 Assistenzprofessor für Internationale und Europäische Politik an der Abteilung für öffentliche und internationale Angelegenheiten der George Mason University in Virginia, USA.
Von 2000 bis 2009 war er als Generaldirektor des Instituts für Demokratie Konstantinos Karamanlis tätig. Ferner leitete er das politische Büro des Vorsitzenden der Nea Dimokratia, Andonis Samaras.
In die Übergangsregierung von Ministerpräsident Loukas Papadimos wurde er 2011 als Vertreter der Nea Dimokratia als Vizeminister im Bildungsministerium berufen, in die Regierung von Andonis Samaras im Juni 2012 als Minister für Bildung, Religiöse Angelegenheiten, Kultur und Sport. Nach einer Kabinettsumbildung war er von Juni 2013 bis Juni 2014 Minister für Bildung und Religiöse Angelegenheiten.